# Platges de Cutín i Los Molinos
La Platja de Cutín i la de Los  Molinos que és la continuació de l'anterior, estan en el concejo de Valdés, en l'occident del Principat d'Astúries (Espanya) i pertanyen al poble de Querúas. Formen part de la Costa Occidental d'Astúries i s'emmarquen dins del conegut com a Paisatge Protegit de la Costa occidental d'Astúries.

## Descripción
Tenen forma de suaus petxines. El jaç està format per sorres fosques de grandària mitjana barrejada amb grans lloses de pedra. L'ocupació i urbanització són escasses degut a la dificultat d'accés.
Per accedir a les platges cal localitzar els pobles més propers que són Sant Cristóbal i Querúas. Durant la baixamar s'uneixen ambdues platges que generalment estan separades per una enorme roca. Per accedir a elles s'utilitza el mateix accés que per arribar a la Platja de l'Estaca si bé cal prendre el branc esquerre d'una bifurcació fins a arribar a un bosc d'eucaliptus. En aquest moment comença el descens a les platges passant per un punt on s'uneixen tres rierols que desemboquen a la platja. Cal tenir especial precaució en la baixada d'aquest últim tram que és curt però molt relliscós.